# White Tower
Pour la chaîne de restaurants disparue, voir White Tower Hamburgers.
La White Tower est un gratte-ciel de 218 mètres construit en 2011 à Panama.